# Saint-Michel-Chef-Chef
Saint-Michel-Chef-Chef (bret. Sant-Mikael-Keveger) – miejscowość i gmina we Francji, w regionie Kraj Loary, w departamencie Loara Atlantycka.
Według danych na rok 2010 gminę zamieszkiwało 4435 osób, a gęstość zaludnienia wynosiła 176 osób/km².

Położenie gminy Saint-Michel-Chef-Chef